# JR East série 651
La série 651 (651系, 651-kei) était un type de rame automotrice électrique exploitée par la compagnie JR East sur les services express dans le nord de Tokyo.

## Description
La série 651 comportait initialement 18 rames bicourant (série 651-0), neuf rames à 7 voitures et neuf rames à 4 voitures. À partir de 2014, sept rames à 7 voitures et trois rames à 4 voitures ont été rénovées (série 651-1000) et sont devenues uniquement monocourant 1 500 V continu.
Les cabines de conduite sont situées en hauteur. Les rames de 7 voitures possèdent une voiture Green car (première classe) avec des rangées de 2+1 sièges. Les autres voitures sont  de la classe standard, avec des rangées de 2+2 sièges.

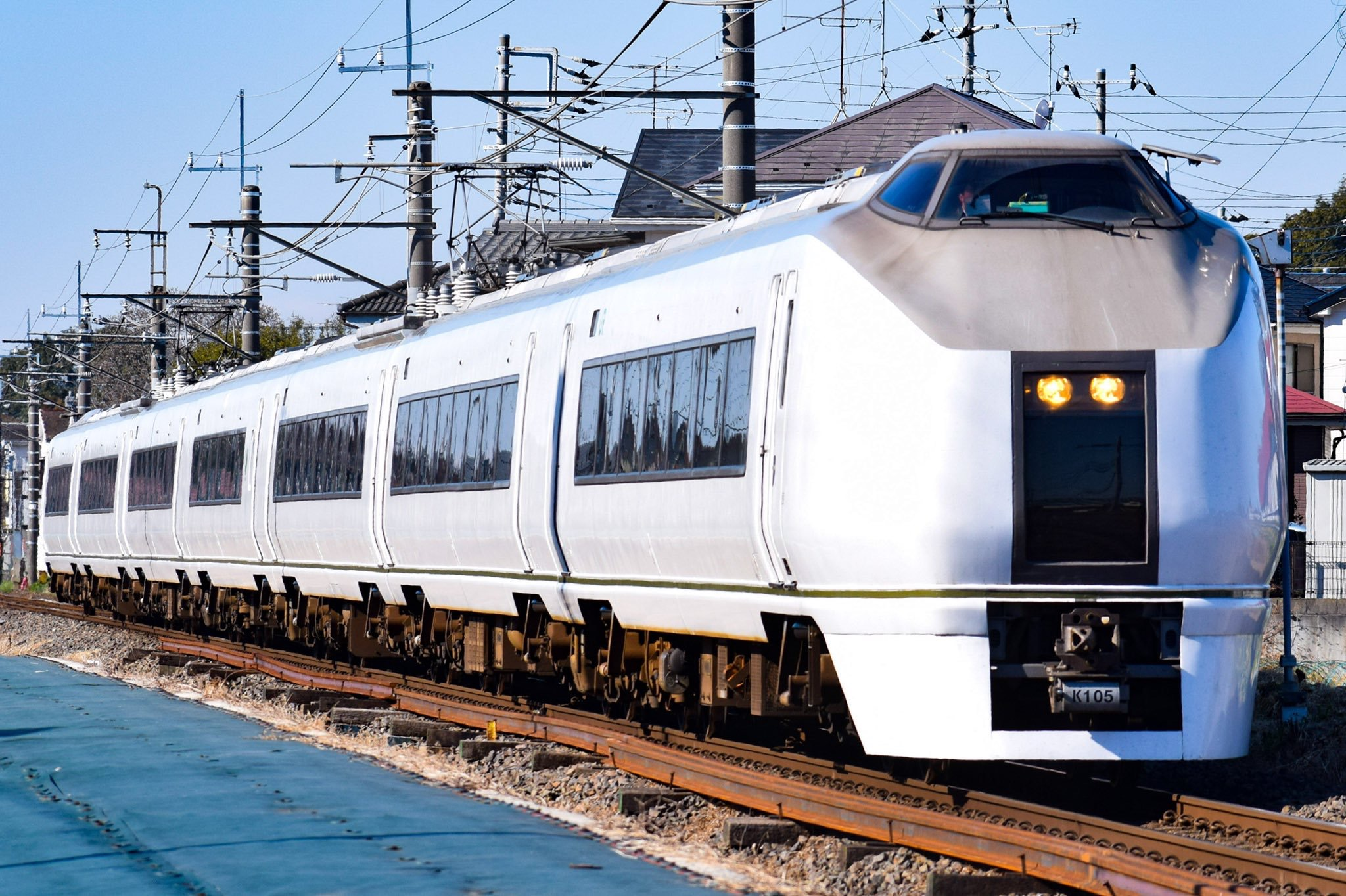
Série 651-0
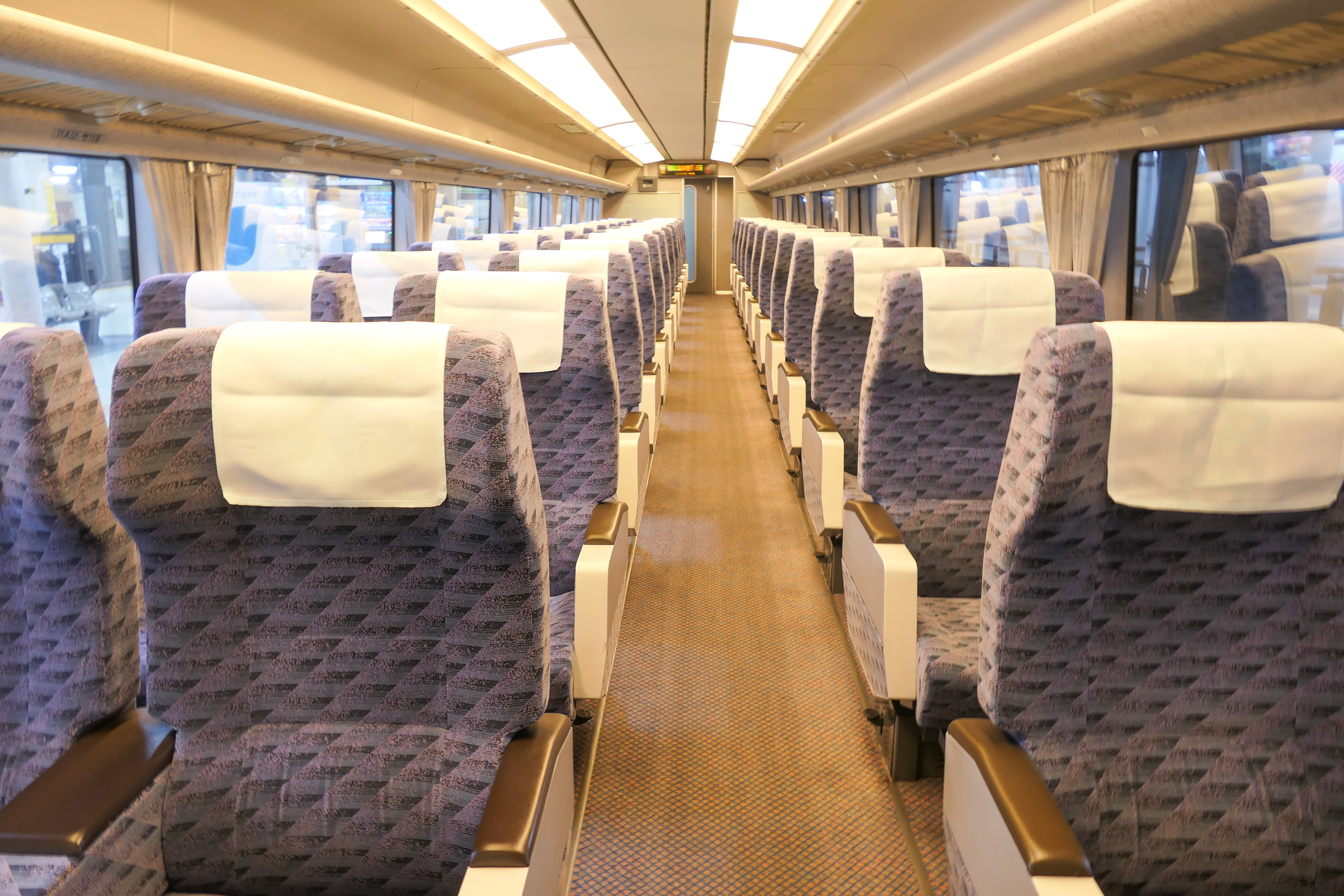
Intérieur de la Green car
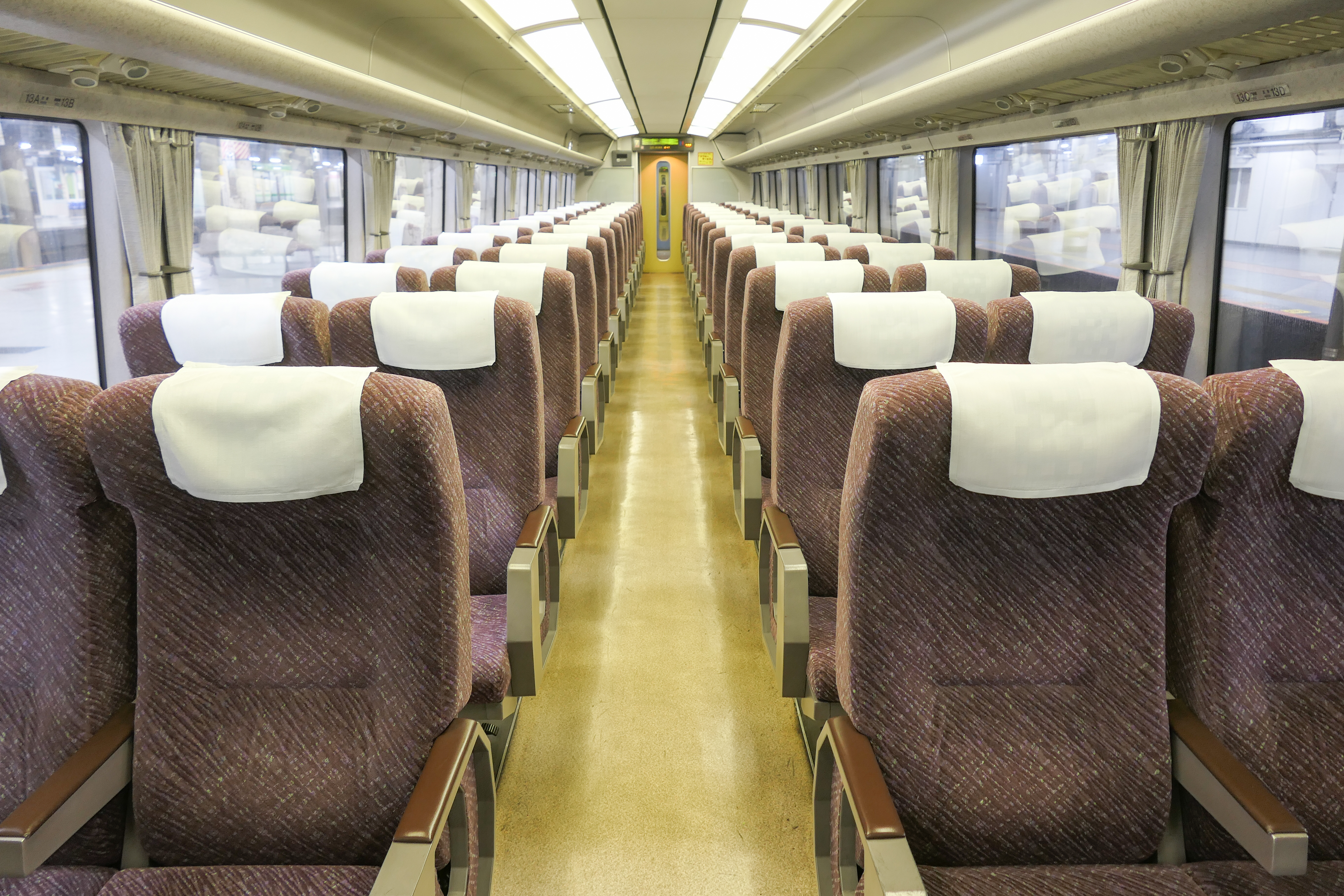
Intérieur de la classe standard

## Histoire
Les rames de la série 651 ont été affectées à partir de 1989 sur les services Super Hitachi entre Tokyo et Sendai via la ligne Jōban, mais ont été retirés des services réguliers à partir du 16 mars 2013. Après rénovation,  les rames ont été affectées aux les services Akagi (Ueno - Takasaki) et Kusatsu (Ueno - Naganohara-Kusatsuguchi) de mars 2014 à mars 2023. Une rame a été transformée en train touristique Izu Craile de 2016 à 2020.
Le modèle est récompensé d'un Blue Ribbon Award en 1990.